# 12 Round
12 Round (12 Rounds) è un film d'azione del 2009 diretto da Renny Harlin e tra gli altri interpretato da John Cena e Aidan Gillen.
Il film è uscito negli Stati Uniti il 27 marzo 2009, mentre in Italia il 31 luglio 2009.

## Trama
Un'operazione finalizzata alla cattura del trafficante d'armi Miles Jackson va storta quando l'infiltrato dell'FBI lo perde due volte. Miles è aiutato dalla sua ragazza Erica Kessen, che ha un'auto per la fuga. Gli agenti di polizia Danny Fisher e Hank Carver vengono inviati ad aiutare l'FBI. Guardando un video di sorveglianza vedono Jackson che balla con Kessen e decidono di inseguirla e fermarla. Quando scoprono che Miles è nascosto nel bagagliaio dell'auto ne nasce una sparatoria. Nell'inseguimento Fisher decide di inseguirli a piedi anticipando il loro arrivo al porto. Il poliziotto riesce a fermare la loro auto, ma nel fuggire la ragazza muore investita da un'altra auto. Miles viene arrestato ma prima giura vendetta a Fisher.
Un anno dopo Fisher, promosso detective per le sue azioni contro Jackson, riceve una telefonata dallo stesso criminale, che è fuggito dalla prigione. Fisher corre fuori in cerca di Jackson, e la sua auto e la sua casa esplodono, gettandolo a terra. Dopo che Fisher si è ripreso, Jackson dice che sta lanciando un gioco di vendetta chiamato "12 Rounds". La casa, la macchina e Phil, l'idraulico che era a riparare un tubo, erano il "Round 1". Molly Porter, la fidanzata di Fisher, viene rapita da un complice di Jackson per il "Round 2". Per il "Round 3", Fisher e Carver (diventato anche lui detective) devono seguire una serie di indizi sul luogo dove Erica è morta per il "Round 4", che li porta alla caserma dei pompieri dove lavora Dave il fratello di Danny, qui trovano un telefono che squilla, Jackson ordina a Fisher di arrivare a New Orleans dove è scoppiato un incendio ed estrarre due cassette di sicurezza entro 20 minuti.
Carver ha una pista sull'uomo che ha aiutato a rapire Porter e si offre volontario per indagare mentre Fisher continua con il gioco. Gli agenti speciali dell'FBI George Aiken e Ray Santiago collaborano con loro per riavere Molly, Aiken che dà la caccia a Jackson da anni trova strano che uno prudente come lui si sia rivelato
Fisher riesce a  entrare nel edificio e uscire con le cassette. Per il "Round 5" una delle cassette di sicurezza è una bomba e l'altra contiene un indizio per il round successivo: Fisher dopo aver preso un camion dei pompieri su ordine del criminale raggiunge un molo, scopre la bomba e la getta via. L'altra scatola contiene una chiave della camera d'albergo. Per il "Round 6", Fisher e l'FBI vanno al "Monteleone Hotel" per trovare Molly e Miles in una stanza, ma quando arrivano sul posto, trovano la stanza vuota. Controllando i video di sicurezza, Miles ha lasciato, facendosi riprendere, una nota che diceva "siamo ancora qui". Dopodiché, Danny parla con Willie, un impiegato dell'albergo che aveva visto Miles andare ai piani inferiori e prendono l'ascensore, ma in quel momento, l'ascensore di sicurezza si ferma e trovano una registrazione video con Molly (sotto tiro) che dice che in 60 secondi l'ascensore cadrà (dicendo a Willie che quello che fa non è personale) e che solo uno sopravviverà. Danny riesce a uscire e cerca di aiutare Willie a fare lo stesso ma l'ascensore precipita, con dentro l'uomo.
Nel "Round 7" Fisher segue una serie di indizi che lo porta su un autobus dove trova Molly a bordo, con una bomba sotto la giacca che viene azionata nel momento in cui Miles, anche lui presente, lascia il suo telecomando e ammanetta il detective, che gli consegna una busta con un numero di telefono come indizio per il turno successivo: i cecchini federali cercano di uccidere Jackson, ma Fisher lo salva e lo fa fuggire con Molly per evitare che l'autobus salti in aria. Danny viene liberato e Carver li raggiunge e dice a Fisher di aver localizzato lo scagnozzo di Jackson, Anthony Deluso. Nel "Round 8" Fisher deve trovare il numero di cellulare corretto tra i cinque trovati nella busta che disarma le bombe posizionate in luoghi diversi. Jackson risponde e gli dice che la sua chiamata ha disabilitato i freni del tram 907. Nel "Round 9" Fisher e Santiago tentano di fermare il tram un diversi modi, fino a decidere di togliere l'elettricità catapultando la loro auto su un generatore che dà corrente all'intero quartiere.
Carver  trova il potenziale nascondiglio del criminale e ha uno scontro con Deluso, ma Jackson fa esplodere una mina uccidendo entrambi. Jackson informa Danny che Carver è morto dopo aver partecipato lui ai "Round 10" e "Round 11" e che nell'ultimo "Round" la bomba di Molly può essere disarmata solo dall'impronta digitale di Fisher. Miles consiglia a Fisher di visitare Erica Kessen, Fisher, Santiago e Aiken decidono di raggiungere il cimitero dove è sepolta la ragazza, ma Chuck Jansen uno degli informatici che ha aiutato Carver chiama Fisher per dirgli che ha scoperto che i numeri nella busta erano tutti collegati ai freni del tram, che Jackson aveva telecamere che monitoravano il vano dell'ascensore e ha attivato la bomba con cinque secondi di anticipo rispetto al countdown perché Willie stava per essere salvato. Fisher si rende conto che la morte di Willie era architettata da Jackson, Santiago fa un controllo sull'uomo e scopre che aveva un secondo lavoro come guardia di sicurezza della 'Homewood', il criminale ha orchestrato tutto per poter togliere l'elettricità al quartiere della società e poter entrare in tutta libertà nella zecca degli Stati Uniti a New Orleans. Aiken ragionando sul fatto che Jackson non ci abbia guadagnato nulla come fa sempre, capisce che il rancore contro Fisher era solo una copertura e il suo piano era rubare i soldi
Aiken dice a Santiago di bloccare la zecca, mentre lui e Fisher inseguono Molly. Fisher capisce che il "Round 12" è un inseguimento di oca selvatica, poiché Jackson ha bisogno di Molly, un'infermiera, per aiutarlo a fuggire. Jackson, vestito da guardia di sicurezza, ruba i soldi gettandoli nella fognatura e recuperandoli con una pompa dei pompieri (quella usata da Fisher), dato che solo i mezzi di emergenza si muovono, raggiunge l'ospedale dove crea un altro diversivo per entrare e usa la carta d'identità di Molly (che tiene sempre sotto tiro) per raggiungere un elicottero Medevac sul tetto dell'ospedale, trasportando il denaro all'interno di una sacca per il corpo. Fisher e Aiken corrono sul tetto dell'ospedale, dove Aiken viene ferito. Fisher riesce ad aggrapparsi all'elicottero e una volta salito si lancia in una colluttazione con Miles, alcuni colpi di pistola danneggiano, l'elicottero. Jackson attiva la bomba del "Round 7", ma Porter e Fisher riescono a salvarsi saltando in una piscina, sopra un palazzo, che il detective ha notato,  mentre Jackson rimane nell'elicottero che esplode. Nell'ultima scena, mentre Aiken ha chiuso finalmente i conti col terrorista, Molly dice a Danny che possono tornare a casa e lui deve prepararsi a dirle che è esplosa.

## Accoglienza
Il film ha ricavato un totale di 27184083 $.

## Sequel
Il 3 agosto 2012 venne annunciato che il wrestler Randy Orton sarebbe stato impegnato a breve sul set del sequel del film. La pellicola, che non ha alcun legame diretto col primo capitolo, si intitola Ancora 12 Rounds (12 Rounds: Reloaded) ed è uscita nei cinema statunitensi nel 2013, in Italia è arrivata direttamente in Home video.